# Phytobia lateralis
Phytobia lateralis este o specie de muște din genul Phytobia, familia Agromyzidae. A fost descrisă pentru prima dată de Macquart în anul 1835. Conform Catalogue of Life specia Phytobia lateralis nu are subspecii cunoscute.